# Agung (Vulkan)

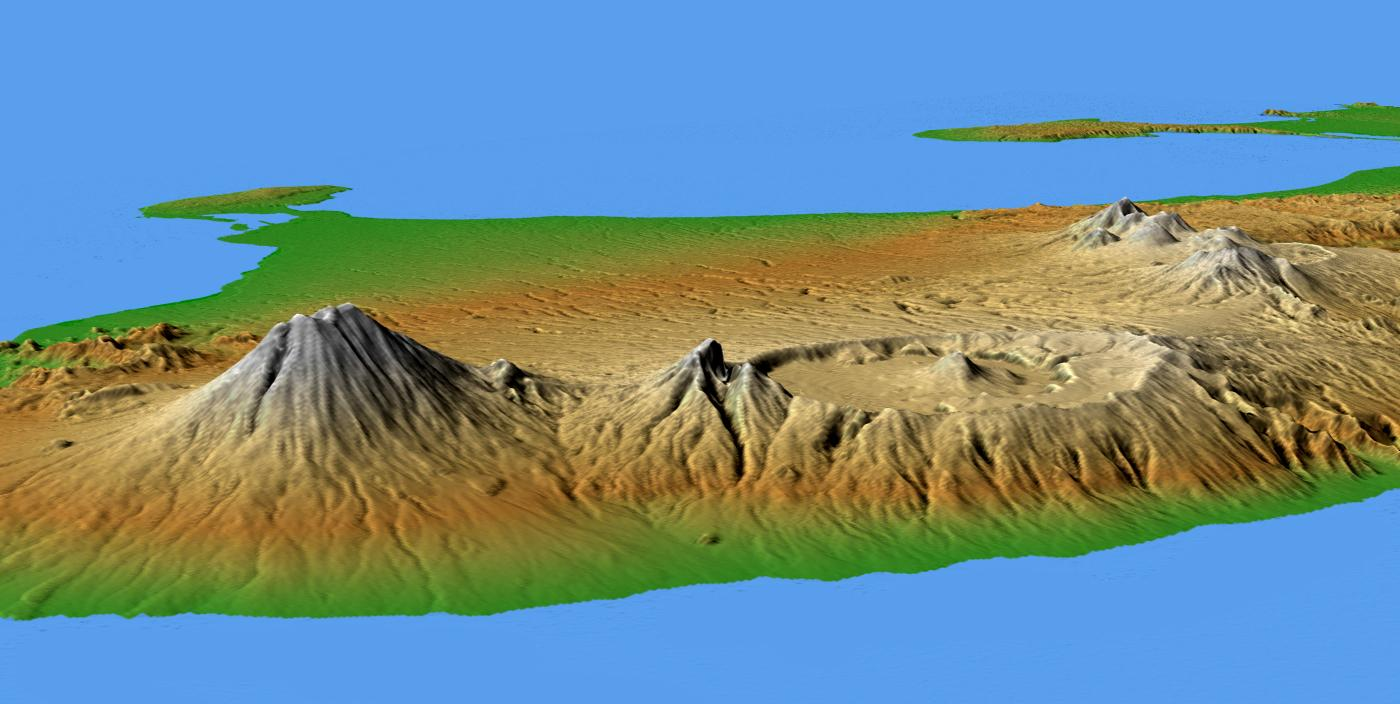
Links der Gunung Agung, rechts die Caldera des Gunung Batur

Der Agung (indonesisch Gunung Agung, von gunung „Berg“ und agung „groß, großartig“) ist ein 3142 m hoher, aktiver Schichtvulkan auf der indonesischen Insel Bali und die höchste Erhebung der Insel. Bei einem Ausbruch im Jahr 1963 starben fast 1.600 Menschen.

## Mythologische Bedeutung

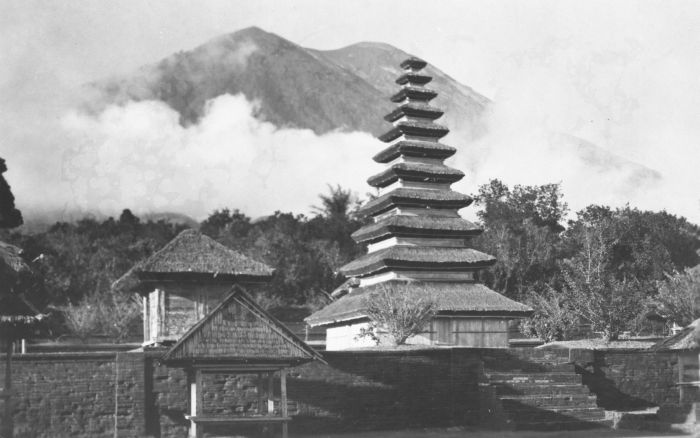
Tempel in Besakih, im Hintergrund der Agung (um 1935)

Der Gunung Agung galt bereits vor Einführung des Hinduismus als heiliger Berg. An der Südwestflanke befand sich auf ungefähr 900 Meter Höhe ein Heiligtum zur Verehrung des Berges und der hier ansässigen Ahnengeister. Später wurde dieses Heiligtum vom Hinduismus übernommen und an derselben Stelle der Tempel Pura Besakih errichtet, der heute noch genutzt wird.
Der Gunung Agung wird vielfach als Symbol des mythologischen Berges Meru und damit des Zentrums der Welt angesehen. Dieser Bergkult mischt sich mit der Verehrung Shivas, besonders in seiner Form als Sonnengott Surya, und mit einem Ahnenkult. Der Pura Besakih enthält mehrere Altäre, Schreine und wertvolle Statuen und ist das höchste hinduistische Heiligtum Balis. In religiösen Zeremonien wird der Berg bestiegen, um dort in Palmblättern heiliges Wasser aufzufangen, mit dem dann die Pilger benetzt werden.

## Geologie, historische Eruptionen

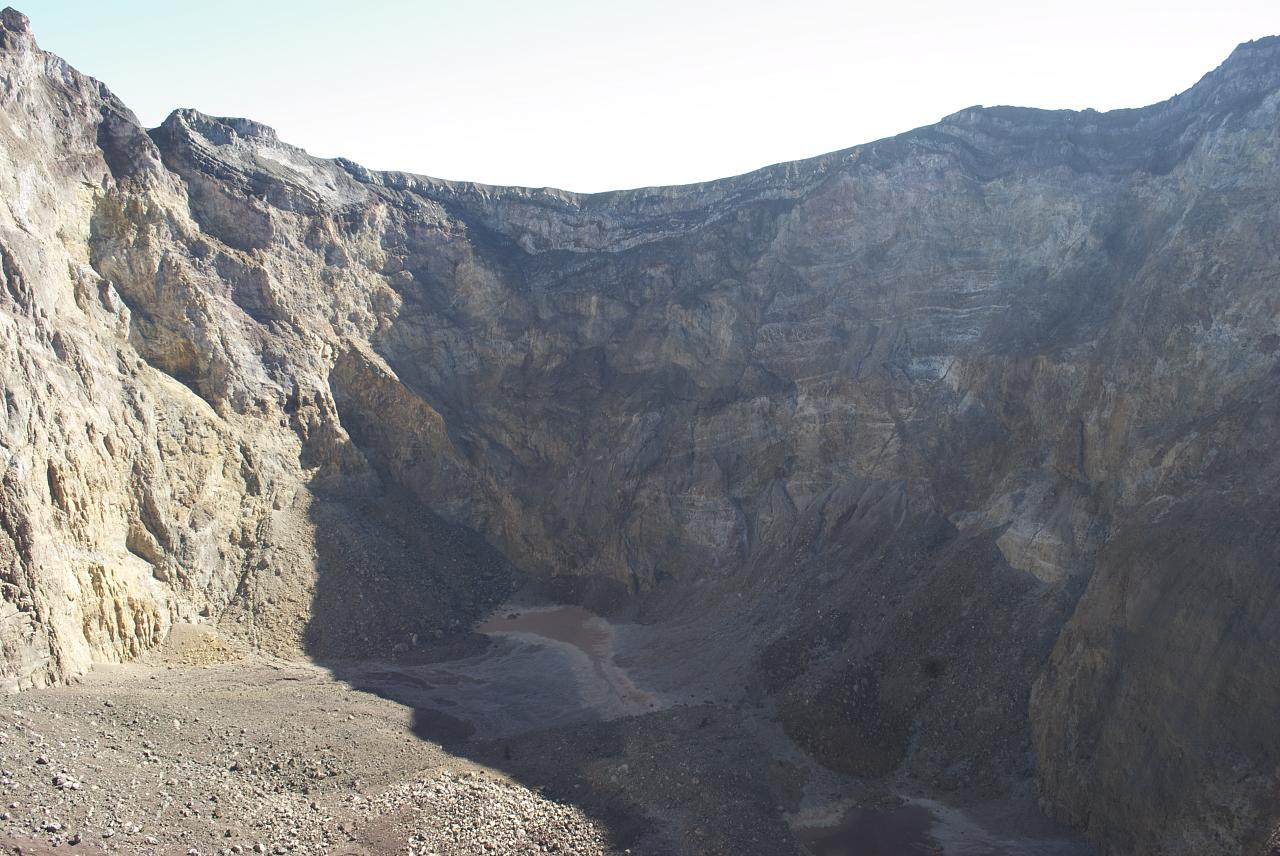
Das Kraterinnere 2008

Der Mount Agung ist ein kegelförmiger Stratovulkan, der aus Andesit und andesitischem Basalt besteht. Entstanden ist er durch Subduktion der ozeanischen Kruste. Sein Zentral-Krater befindet sich westlich der höchsten Erhebung, er misst 500 Meter im Durchmesser und ist 200 Meter tief. Die bisherigen Eruptionen verliefen häufig explosiv. Im 19. Jahrhundert brach der Vulkan dreimal aus. Über die Eruptionen davor ist wenig bekannt. Der Ausbruch von 1843 hatte nach neueren Schätzungen den Vulkanexplosivitätsindex VEI=5 (frühere Schätzung VEI=2). Im Schnitt haben die Ausbrüche des Vulkans VEI=2 bis VEI=3. 25 % der Ausbrüche können aber ähnlich oder sogar größer sein als die Eruption von 1963 mit VEI=5.
Im direkten Umland befinden sich zahlreiche Reisfelder und andere landwirtschaftliche Nutzungen. Die Bevölkerung ist auf den landwirtschaftlichen Ertrag angewiesen, sie ernährt sich weitgehend aus eigenem Anbau. Jeder Ausbruch stellt eine existentielle Bedrohung dar. Dies wird noch durch den ausbleibenden Tourismus bei einem Vulkanausbruch verstärkt.

## Eruption 1963, 1964
Der Ausbruch 1963 bis 1964 war mit dem Vulkanexplosivitätsindex VEI=5 die stärkste Vulkaneruption in Indonesien seit dem Ausbruch des Krakatau im Jahr 1883. Er begann am 18. Februar mit kleineren Explosionen im Gipfelkrater. Wenige Tage später floss ein Lavastrom aus dem Krater nach Norden, der eine Länge von 7,5 Kilometer erreichte. Zugleich bewegten sich pyroklastische Ströme den Nordhang hinab. Am 17. März kam es zu einem heftigen Ausbruch, bei dem eine Eruptionssäule schätzungsweise 19 bis 26 Kilometer hoch aufstieg. Vulkanische Asche verteilte sich vor allem nach Westen und Nordwesten und war noch im knapp 1000 Kilometer entfernten Jakarta nachweisbar. Pyroklastische Ströme mit einer Länge von bis zu 14 Kilometer stürzten sich den Süd- und Südosthang des Agung hinab; durch sie starben die weitaus meisten der an diesem Tag getöteten Menschen. Da der Ausbruch in die Regenzeit auf Bali fiel, bildeten sich kalte und heiße Lahare, die zum Teil die Küste erreichten. Ein zweiter, schwächerer Ausbruch am 16. Mai hatte eine etwa 20 Kilometer hohe Eruptionssäule und weitere Todesopfer zur Folge. In Pura Besakih wurden am 18. Mai die meisten Gebäude der Tempelanlage durch ein Erdbeben der Stärke 6,0 (Richterskala) zerstört. Bereits zuvor waren Lapilli auf die Anlage niedergegangen. Zwischen Mai 1963 und Januar 1964 kam es zu weiteren, schwächer werdenden Eruptionen. Die im November einsetzende Regenzeit mobilisierte Ablagerungen der pyroklastischen Ströme, wodurch weitere Lahare auftraten. Durch den Ausbruch wurde das seit 1942 am Strand von Tulamben im Norden Balis liegende Wrack der USAT Liberty ins Meer geschoben, wo es seitdem in rund 30 Meter Wassertiefe liegt.
Insgesamt wurden 1148 Menschen getötet und 624 verletzt sowie 540 km² landwirtschaftlich genutzte Fläche, 185 km² Wald und viele Dörfer zerstört. Der Volcanological Survey of Indonesia, die für Vulkanüberwachung zuständige indonesische Behörde, hatte am 13. März zur Evakuierung des Gebietes um den Agung aufgefordert. Nach Angaben von Vulkanologen wurde die Evakuierung von der Regierung der Insel Bali zögerlich umgesetzt. Viele Bewohner verließen die Gefahrenzone nicht, weil für den 17. März wichtige religiöse Zeremonien bevorstanden. Als weiterer Grund für die hohe Anzahl an Toten wird das lange Ausbleiben schwerer Vulkanausbrüche auf Bali genannt, wodurch sich die Menschen der möglichen Gefahren nicht bewusst waren.
Durch den Vulkanausbruch wurden ungefähr 7 Millionen Tonnen Schwefeldioxid freigesetzt und bis in die Stratosphäre getragen, wo sie sich durch die jahreszeitlich vorherrschenden Windrichtungen überwiegend über der Südhalbkugel verteilten. Schwefelhaltige Aerosole konnten unter anderem über Australien nachgewiesen werden. Nach späteren Auswertungen sank die durchschnittliche Temperatur in der tropischen Troposphäre vorübergehend um 0,5 °C, während sich die Temperatur in der Stratosphäre um mehrere Grad erhöhte. Anhand der gewonnenen Daten wurde das erste Klimamodell aufgestellt, mit dem der Einfluss von Vulkanausbrüchen auf die Temperatur beschrieben werden sollte.

## Eruption 2017/2018

### 2017

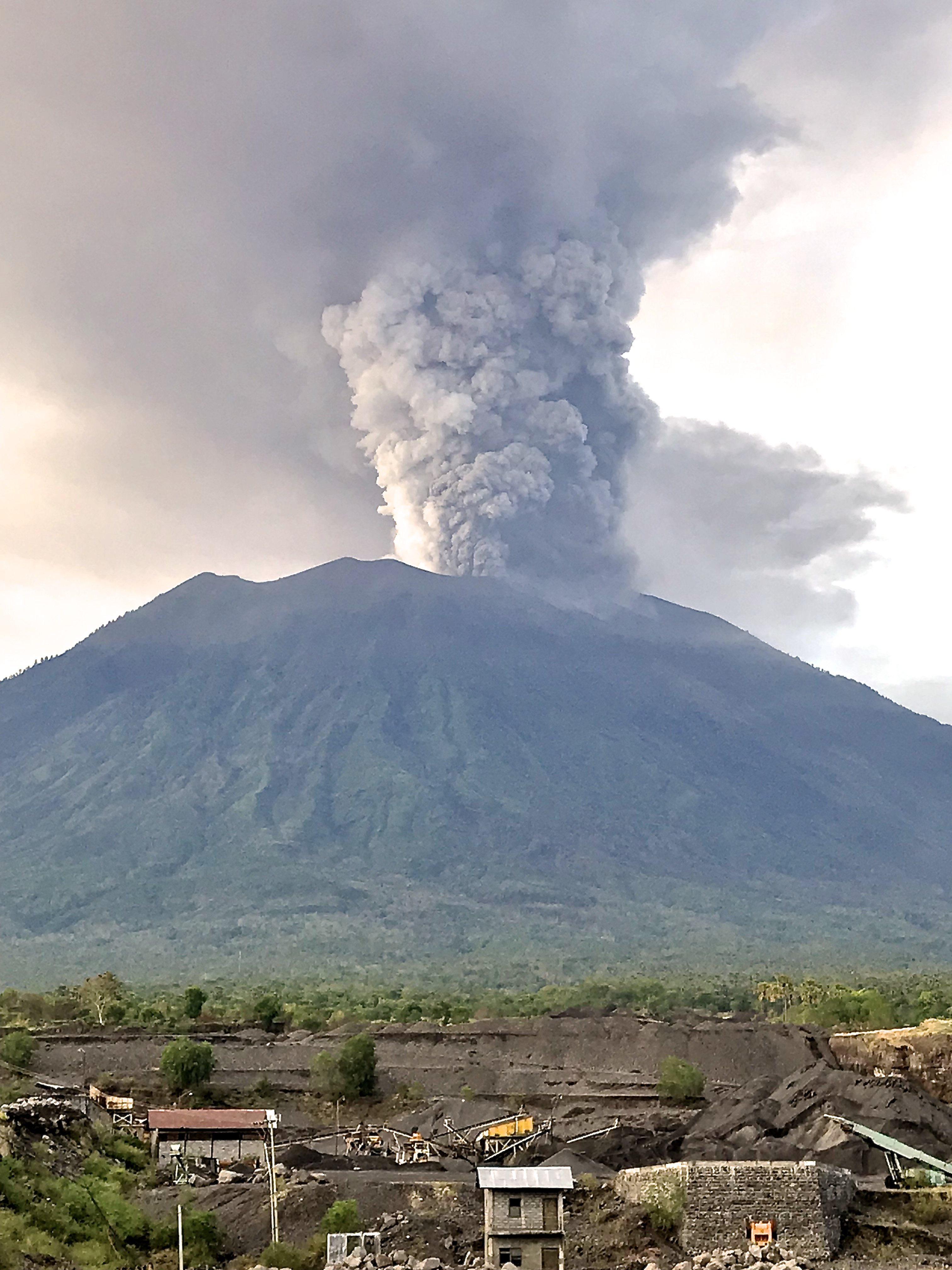

Ende September 2017 meldeten die Behörden in Bali eine erhöhte seismische Aktivität des Vulkans. Laut Berichten in der internationalen Presse verließen bis zum 28. September 2017 etwa 120.000 Einwohner die Region um den Vulkan, nachdem innerhalb einer Woche die Warnstufe für einen möglichen Ausbruch mehrfach erhöht wurde. Am 29. Oktober 2017 wurde die höchste Warnstufe wieder aufgehoben und ein Teil der Bewohner konnte zu ihrem Zuhause zurückkehren.
Der erste Ausbruch mit VEI=2 begann am 25. November 2017. Am Abend des 26. November nahm der Tremor zu, eine Asche- und Dampfkondensatsäule stand bis zu vier Kilometer hoch über dem Krater, ein Feuerschein war in der Nacht von weitem über dem Berg zu sehen und Asche-Partikel regneten auf die umliegenden Gebiete. Nach einem erneuten signifikanten Anstieg des Tremors wurde am 27. November um 6 Uhr morgens (Ortszeit) die Warnstufe wieder auf Rot gesetzt. Der Flugbetrieb wurde gesperrt und etwa 59.000 Passagiere saßen im Flughafen fest. Die Behörden erweiterten die Evakuierungszonen auf 8 bis 10 Kilometer und warnten vor möglichen pyroklastischen Strömen und wegen der beginnenden Regenzeit auf Bali vor Laharen. Am 27. November wurden Filme und Bilder in den Medien gezeigt, in denen Lahare zu sehen waren, die bis weit in die Landschaft um den Vulkan herum reichten.
In den folgenden regenreichen Tagen trat ein- oder zweimal pro Tag ein heftiger, etwa eine Stunde anhaltender Tremor auf. Nicht gesichert ist, ob dieser durch paroxysmale Eruptionen im Kraterbereich oder durch Lahare ausgelöst wurde. Dazwischen traten immer wieder kleine Mikro-Beben auf. An mehreren Stellen am Krater wurde eine Inflation gemessen. Die in den Krater geflossene Lava bildete einen flachen Lavadom, der etwa ein Drittel des Kraters füllte. Die zähe Lava verstopfte den Förderschlot. Am 9. Dezember erschienen dazu erstmals Fotos eines Vulkanologen, der bei seinem alleinigen Aufstieg zum Krater viel riskierte. Es folgte eine längere Phase mit kurz andauernden Asche-Auswürfen aus Rissen im Zentrum des Lavadoms. Einige wenige Aschewolken erreichten mehr als 2000 Meter Höhe über dem Krater. Bei einem dieser Ereignisse regneten auf das Dorf Temakung Lapilli, die etwa einen Millimeter Durchmesser hatten. Das Seismogramm zeigte gleichzeitig bei jeder dieser Mini-Eruptionen eine deutliche Amplitude.

### 2018
Am 11., 15. und 19. Januar gab es kurze, explosive Eruptionen mit einem Ascheauswurf. Bei der stärksten Explosion, während der Nacht am 19. Januar, wurde glühende Tephra mehrere hundert Meter hoch geschleudert. Danach folgte eine relativ ruhige Phase. Als Reaktion senkten die Behörden am 10. Februar die Warnstufe von Rot auf Orange. Am 13. Februar eruptierte der Vulkan um die Mittagszeit erneut, eine mächtige, bis zu fünf Kilometer hohe Aschesäule stand über dem Berg. Wegen eines weiteren Ascheauswurfs wurden am 28. Juni 2018 kurzzeitig Flüge von und nach Bali und Lombok abgesagt. Es bestand eine Sperrzone von vier Kilometern Radius um den Berg (Stand 30. Juni 2018).
Am 2. Juli 2018 um 21.04 Uhr WITA brach der Mount Agung erneut aus. Lava wurde in einem Radius von 2 km verteilt. Die Höhe der Aschesäule betrug ca. 2.000 m.
Die Eruptionen hielten bis Juni 2019 an und wurden von mindestens 110 Explosionen begleitet. Das Gesamtvolumen des eruptierten Materials, das an den umliegenden Hängen abgelagert wurde, betrug 886.100 ± 8000 m3.

## Besteigung

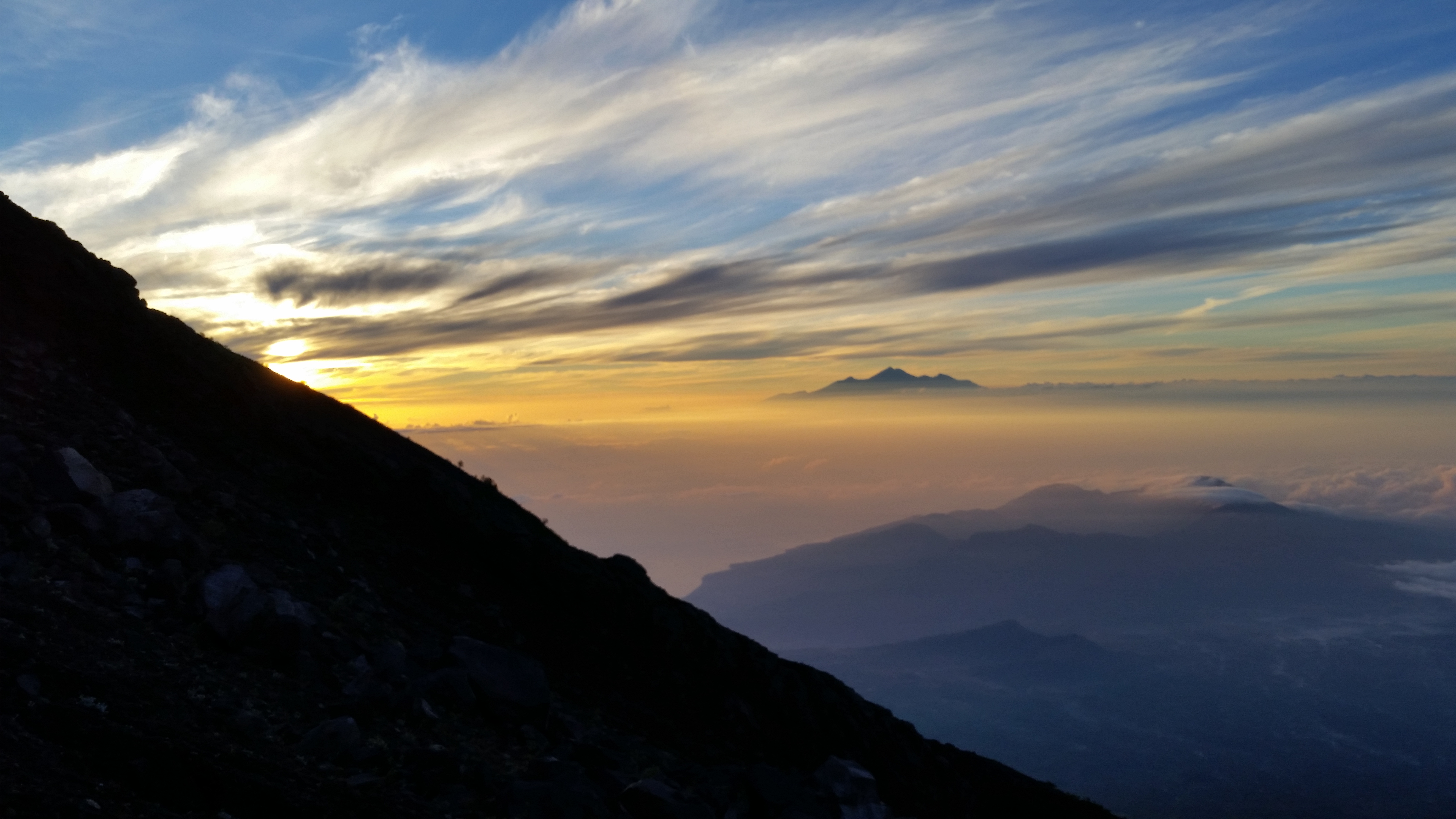
Ausblick oberhalb der Dunstschicht über dem Meer am frühen Morgen (2017)

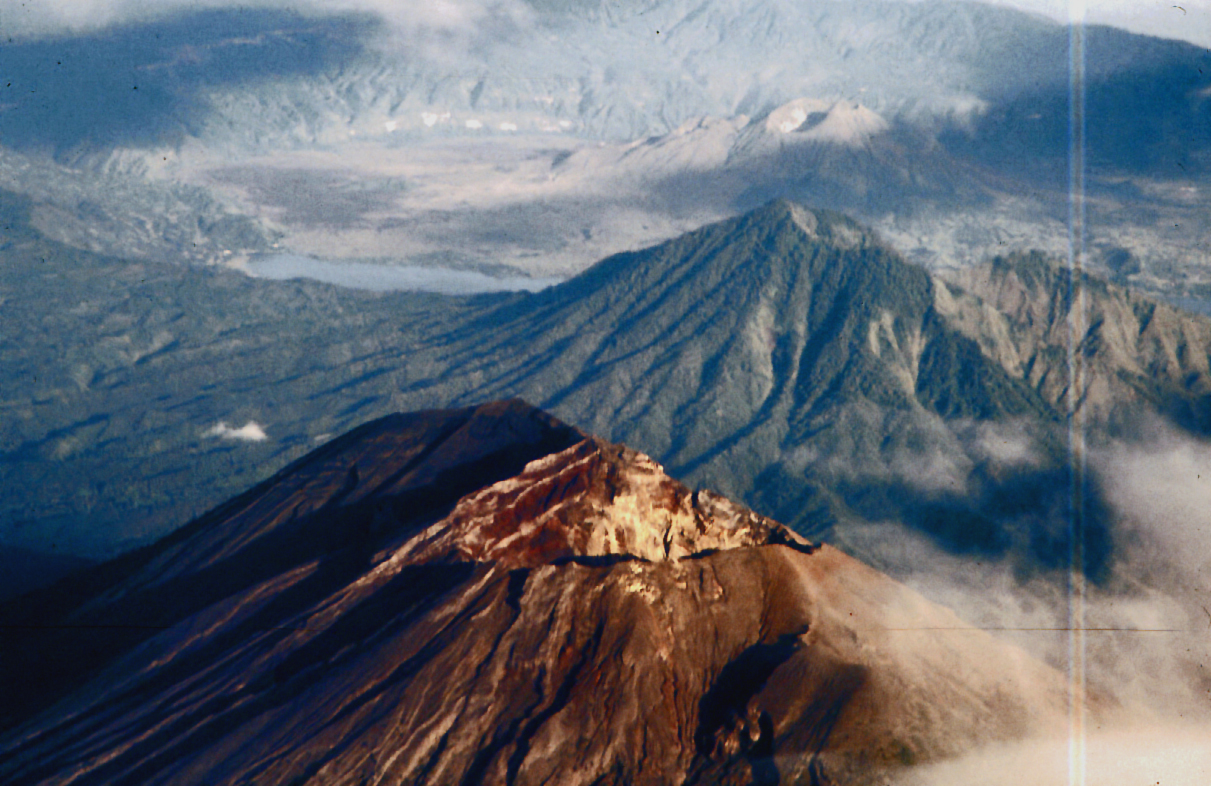
Im Vordergrund der Agung, im Hintergrund Batur-Caldera, 1996

Es gibt drei Wege, auf denen der Berg bestiegen werden kann: von Süden, Südosten und Westen. Der Weg im Westen ist der übliche Aufstiegspfad. Er beginnt beim Muttertempel Pura Besakih. Für Wanderer ist es wichtig, dass sie eigenes Wasser mitnehmen, da die einzige Quelle auf dem Weg heilig und ihre Benutzung daher verboten ist (je nach Touristenfrequenz stehen auf dem Gipfel auch Wasserverkäufer).
Vom Gipfel des Vulkans aus kann man den Gipfel des Gunung Rinjani auf der Insel Lombok sehen; allerdings sind beide Vulkane oftmals von Wolken eingehüllt. Die beste Zeit für die Ankunft auf dem Gipfel ist der Tagesanbruch, da er zu dieser Zeit meist wolkenfrei ist und die Ausblicke nicht beeinträchtigt sind.